# Bryobia rubrioculus
Bryobia rubrioculus är en spindeldjursart som först beskrevs av Scheuten 1857.  Bryobia rubrioculus ingår i släktet Bryobia och familjen Tetranychidae. Inga underarter finns listade.